# Världsmästerskapet i fotboll för klubblag 2025
Världsmästerskapet i fotboll för klubblag 2025 var  den 21:a säsongen av klubblags-VM. Detta var den första upplagan med trettiotvå lag och gruppspel.

## Kvalificerade lag
- Al-Ahly
- Al-Ain
- Al-Hilal
- Atlético Madrid
- Auckland City
- Bayern München
- Benfica
- Boca Juniors
- Borussia Dortmund
- Botafogo
- Chelsea
- Espérance
- Flamengo
- Fluminense
- Inter
- Inter Miami
- Juventus
- Los Angeles
- Mamelodi Sundowns
- Manchester City
- Monterrey
- Pachuca
- Palmeiras
- Paris Saint-Germain
- Porto
- Real Madrid
- Red Bull Salzburg
- River Plate
- Seattle Sounders
- Ulsan HD
- Urawa Red Diamonds
- Wydad

## Gruppspel

### Grupp A
| Nr | Lag         | S | V | O | F | GM | IM | MS | P |
| -- | ----------- | - | - | - | - | -- | -- | -- | - |
| 1  | Palmeiras   | 3 | 1 | 2 | 0 | 4  | 2  | +2 | 5 |
| 2  | Inter Miami | 3 | 1 | 2 | 0 | 4  | 3  | +1 | 5 |
| 3  | Porto       | 3 | 0 | 2 | 1 | 5  | 6  | −1 | 2 |
| 4  | Al-Ahly     | 3 | 0 | 2 | 1 | 4  | 6  | −2 | 2 |

| 1           | 14 juni 2025 | Al-Ahly | 0 – 0   | Inter Miami | Hard Rock Stadium                                                 |                                                                   |
| 20:00 UTC−4 | 20:00 UTC−4  |         | Rapport |             | Miami Gardens Publik: 60 927 Domare: Alireza Faghani (Australien) | Miami Gardens Publik: 60 927 Domare: Alireza Faghani (Australien) |
| 20:00 UTC−4 | 20:00 UTC−4  |         |         |             | Miami Gardens Publik: 60 927 Domare: Alireza Faghani (Australien) | Miami Gardens Publik: 60 927 Domare: Alireza Faghani (Australien) |
| 20:00 UTC−4 | 20:00 UTC−4  |         |         |             | Miami Gardens Publik: 60 927 Domare: Alireza Faghani (Australien) | Miami Gardens Publik: 60 927 Domare: Alireza Faghani (Australien) |

| 4           | 15 juni 2025 | Palmeiras | 0 – 0   | Porto | Hard Rock Stadium                                             |                                                               |
| 18:00 UTC−4 | 18:00 UTC−4  |           | Rapport |       | Miami Gardens Publik: 46 275 Domare: Saíd Martínez (Honduras) | Miami Gardens Publik: 46 275 Domare: Saíd Martínez (Honduras) |
| 18:00 UTC−4 | 18:00 UTC−4  |           |         |       | Miami Gardens Publik: 46 275 Domare: Saíd Martínez (Honduras) | Miami Gardens Publik: 46 275 Domare: Saíd Martínez (Honduras) |
| 18:00 UTC−4 | 18:00 UTC−4  |           |         |       | Miami Gardens Publik: 46 275 Domare: Saíd Martínez (Honduras) | Miami Gardens Publik: 46 275 Domare: Saíd Martínez (Honduras) |

| 17          | 19 juni 2025 | Palmeiras                                        | 2 – 0   | Al-Ahly | Metlife Stadium                                                 |                                                                 |
| 12:00 UTC−4 | 12:00 UTC−4  | Wessam Abou Ali 49′ (sjm.) José Manuel López 59′ | Rapport |         | East Rutherford Publik: 35 179 Domare: Anthony Taylor (England) | East Rutherford Publik: 35 179 Domare: Anthony Taylor (England) |
| 12:00 UTC−4 | 12:00 UTC−4  |                                                  |         |         | East Rutherford Publik: 35 179 Domare: Anthony Taylor (England) | East Rutherford Publik: 35 179 Domare: Anthony Taylor (England) |
| 12:00 UTC−4 | 12:00 UTC−4  |                                                  |         |         | East Rutherford Publik: 35 179 Domare: Anthony Taylor (England) | East Rutherford Publik: 35 179 Domare: Anthony Taylor (England) |

| 18          | 19 juni 2025 | Inter Miami                          | 2 – 1           | Porto                   | Mercedes-Benz Stadium                                |                                                      |
| 15:00 UTC−4 | 15:00 UTC−4  | Telasco Segovia 47′ Lionel Messi 54′ | (0 – 1) Rapport | 8′ (str.) Samu Aghehowa | Atlanta Publik: 31 783 Domare: Cristián Gara (Chile) | Atlanta Publik: 31 783 Domare: Cristián Gara (Chile) |
| 15:00 UTC−4 | 15:00 UTC−4  |                                      |                 |                         | Atlanta Publik: 31 783 Domare: Cristián Gara (Chile) | Atlanta Publik: 31 783 Domare: Cristián Gara (Chile) |
| 15:00 UTC−4 | 15:00 UTC−4  |                                      |                 |                         | Atlanta Publik: 31 783 Domare: Cristián Gara (Chile) | Atlanta Publik: 31 783 Domare: Cristián Gara (Chile) |

| 35          | 23 juni 2025 | Inter Miami                       | 2 – 2           | Palmeiras                 | Hard Rock Stadium                                             |                                                               |
| 21:00 UTC−4 | 21:00 UTC−4  | Tadeo Allende 16′ Luis Suárez 65′ | (1 – 0) Rapport | 80′ Paulinho 87′ Maurício | Miami Gardens Publik: 60 914 Domare: Szymon Marciniak (Polen) | Miami Gardens Publik: 60 914 Domare: Szymon Marciniak (Polen) |
| 21:00 UTC−4 | 21:00 UTC−4  |                                   |                 |                           | Miami Gardens Publik: 60 914 Domare: Szymon Marciniak (Polen) | Miami Gardens Publik: 60 914 Domare: Szymon Marciniak (Polen) |
| 21:00 UTC−4 | 21:00 UTC−4  |                                   |                 |                           | Miami Gardens Publik: 60 914 Domare: Szymon Marciniak (Polen) | Miami Gardens Publik: 60 914 Domare: Szymon Marciniak (Polen) |

| 36          | 23 juni 2025 | Porto                                                         | 4 – 4           | Al-Ahly                                                             | Metlife Stadium                                                     |                                                                     |
| 21:00 UTC−4 | 21:00 UTC−4  | Rodrigo Mora 23′ William Gomes 50′ Samu Aghehowa 53′ Pepê 89′ | (1 – 2) Rapport | 15′, 45+2′ (str.), 51′ Wessam Abou Ali 64′ Mohamed Ali Ben Romdhane | East Rutherford Publik: 39 893 Domare: Jesús Valenzuela (Venezuela) | East Rutherford Publik: 39 893 Domare: Jesús Valenzuela (Venezuela) |
| 21:00 UTC−4 | 21:00 UTC−4  |                                                               |                 |                                                                     | East Rutherford Publik: 39 893 Domare: Jesús Valenzuela (Venezuela) | East Rutherford Publik: 39 893 Domare: Jesús Valenzuela (Venezuela) |
| 21:00 UTC−4 | 21:00 UTC−4  |                                                               |                 |                                                                     | East Rutherford Publik: 39 893 Domare: Jesús Valenzuela (Venezuela) | East Rutherford Publik: 39 893 Domare: Jesús Valenzuela (Venezuela) |

### Grupp B
| Nr | Lag                 | S | V | O | F | GM | IM | MS | P |
| -- | ------------------- | - | - | - | - | -- | -- | -- | - |
| 1  | Paris Saint-Germain | 3 | 2 | 0 | 1 | 6  | 1  | +5 | 6 |
| 2  | Botafogo            | 3 | 2 | 0 | 1 | 3  | 2  | +1 | 6 |
| 3  | Atlético Madrid     | 3 | 2 | 0 | 1 | 4  | 5  | −1 | 6 |
| 4  | Seattle Sounders    | 3 | 0 | 0 | 3 | 2  | 7  | −5 | 0 |

| 3           | 15 juni 2025 | Paris Saint-Germain                                                     | 4 – 0           | Atlético Madrid | Rose Bowl                                                |                                                          |
| 12:00 UTC−7 | 12:00 UTC−7  | Fabián Ruiz 19′ Vitinha 45+1′ Senny Mayulu 87′ Lee Kang-in 90+7′ (str.) | (2 – 0) Rapport |                 | Pasadena Publik: 80 619 Domare: István Kovács (Rumänien) | Pasadena Publik: 80 619 Domare: István Kovács (Rumänien) |
| 12:00 UTC−7 | 12:00 UTC−7  |                                                                         |                 |                 | Pasadena Publik: 80 619 Domare: István Kovács (Rumänien) | Pasadena Publik: 80 619 Domare: István Kovács (Rumänien) |
| 12:00 UTC−7 | 12:00 UTC−7  |                                                                         |                 |                 | Pasadena Publik: 80 619 Domare: István Kovács (Rumänien) | Pasadena Publik: 80 619 Domare: István Kovács (Rumänien) |

| 5           | 15 juni 2025 | Botafogo                      | 2 – 1           | Seattle Sounders    | Lumen Field                                           |                                                       |
| 19:00 UTC−7 | 19:00 UTC−7  | Jair Cunha 28′ Igor Jesus 44′ | (2 – 0) Rapport | 75′ Cristian Roldan | Seattle Publik: 30 151 Domare: Glenn Nyberg (Sverige) | Seattle Publik: 30 151 Domare: Glenn Nyberg (Sverige) |
| 19:00 UTC−7 | 19:00 UTC−7  |                               |                 |                     | Seattle Publik: 30 151 Domare: Glenn Nyberg (Sverige) | Seattle Publik: 30 151 Domare: Glenn Nyberg (Sverige) |
| 19:00 UTC−7 | 19:00 UTC−7  |                               |                 |                     | Seattle Publik: 30 151 Domare: Glenn Nyberg (Sverige) | Seattle Publik: 30 151 Domare: Glenn Nyberg (Sverige) |

| 19          | 19 juni 2025 | Seattle Sounders  | 1 – 3           | Atlético Madrid                        | Lumen Field                                                  |                                                              |
| 15:00 UTC−7 | 15:00 UTC−7  | Albert Rusnák 50′ | (0 – 1) Rapport | 11′, 55′ Pablo Barrios 47′ Axel Witsel | Seattle Publik: 51 636 Domare: Yael Falcón Pérez (Argentina) | Seattle Publik: 51 636 Domare: Yael Falcón Pérez (Argentina) |
| 15:00 UTC−7 | 15:00 UTC−7  |                   |                 |                                        | Seattle Publik: 51 636 Domare: Yael Falcón Pérez (Argentina) | Seattle Publik: 51 636 Domare: Yael Falcón Pérez (Argentina) |
| 15:00 UTC−7 | 15:00 UTC−7  |                   |                 |                                        | Seattle Publik: 51 636 Domare: Yael Falcón Pérez (Argentina) | Seattle Publik: 51 636 Domare: Yael Falcón Pérez (Argentina) |

| 20          | 19 juni 2025 | Paris Saint-Germain | 0 – 1           | Botafogo       | Rose Bowl                                             |                                                       |
| 18:00 UTC−7 | 18:00 UTC−7  |                     | (0 – 1) Rapport | 36′ Igor Jesus | Pasadena Publik: 53 699 Domare: Drew Fischer (Kanada) | Pasadena Publik: 53 699 Domare: Drew Fischer (Kanada) |
| 18:00 UTC−7 | 18:00 UTC−7  |                     |                 |                | Pasadena Publik: 53 699 Domare: Drew Fischer (Kanada) | Pasadena Publik: 53 699 Domare: Drew Fischer (Kanada) |
| 18:00 UTC−7 | 18:00 UTC−7  |                     |                 |                | Pasadena Publik: 53 699 Domare: Drew Fischer (Kanada) | Pasadena Publik: 53 699 Domare: Drew Fischer (Kanada) |

| 33          | 23 juni 2025 | Seattle Sounders | 0 – 2           | Paris Saint-Germain                         | Lumen Field                                           |                                                       |
| 12:00 UTC−7 | 12:00 UTC−7  |                  | (0 – 1) Rapport | 35′ Chvitja Kvaratschelia 66′ Achraf Hakimi | Seattle Publik: 50 628 Domare: Cristián Garay (Chile) | Seattle Publik: 50 628 Domare: Cristián Garay (Chile) |
| 12:00 UTC−7 | 12:00 UTC−7  |                  |                 |                                             | Seattle Publik: 50 628 Domare: Cristián Garay (Chile) | Seattle Publik: 50 628 Domare: Cristián Garay (Chile) |
| 12:00 UTC−7 | 12:00 UTC−7  |                  |                 |                                             | Seattle Publik: 50 628 Domare: Cristián Garay (Chile) | Seattle Publik: 50 628 Domare: Cristián Garay (Chile) |

| 34          | 23 juni 2025 | Atlético Madrid       | 1 – 0           | Botafogo | Rose Bowl                                                   |                                                             |
| 12:00 UTC−7 | 12:00 UTC−7  | Antoine Griezmann 87′ | (0 – 0) Rapport |          | Pasadena Publik: 22 992 Domare: César Arturo Ramos (Mexiko) | Pasadena Publik: 22 992 Domare: César Arturo Ramos (Mexiko) |
| 12:00 UTC−7 | 12:00 UTC−7  |                       |                 |          | Pasadena Publik: 22 992 Domare: César Arturo Ramos (Mexiko) | Pasadena Publik: 22 992 Domare: César Arturo Ramos (Mexiko) |
| 12:00 UTC−7 | 12:00 UTC−7  |                       |                 |          | Pasadena Publik: 22 992 Domare: César Arturo Ramos (Mexiko) | Pasadena Publik: 22 992 Domare: César Arturo Ramos (Mexiko) |

### Grupp C
| Nr | Lag            | S | V | O | F | GM | IM | MS  | P |
| -- | -------------- | - | - | - | - | -- | -- | --- | - |
| 1  | Benfica        | 3 | 2 | 1 | 0 | 9  | 2  | +7  | 7 |
| 2  | Bayern München | 3 | 2 | 0 | 1 | 12 | 2  | +10 | 6 |
| 3  | Boca Juniors   | 3 | 0 | 2 | 1 | 4  | 5  | −1  | 2 |
| 4  | Auckland City  | 3 | 0 | 1 | 2 | 1  | 17 | −16 | 1 |

| 2           | 15 juni 2025 | Bayern München | 10 – 00         | Auckland City | TQL Stadium                                         |                                                     |
| 12:00 UTC−4 | 12:00 UTC−4  | Kingsley Coman 6′, 21′ Sacha Boey 18′ Michael Olise 20′, 45+3′ Thomas Müller 45′, 89′ Jamal Musiala 67′, 73′ (str.), 84′ | (6 – 0) Rapport |               | Cincinnati Publik: 21 152 Domare: Issa Sy (Senegal) | Cincinnati Publik: 21 152 Domare: Issa Sy (Senegal) |
| 12:00 UTC−4 | 12:00 UTC−4  | |                 |               | Cincinnati Publik: 21 152 Domare: Issa Sy (Senegal) | Cincinnati Publik: 21 152 Domare: Issa Sy (Senegal) |
| 12:00 UTC−4 | 12:00 UTC−4  | |                 |               | Cincinnati Publik: 21 152 Domare: Issa Sy (Senegal) | Cincinnati Publik: 21 152 Domare: Issa Sy (Senegal) |

| 7           | 16 juni 2025 | Boca Juniors                               | 2 – 2           | Benfica                                          | Hard Rock Stadium                                                |                                                                  |
| 18:00 UTC−4 | 18:00 UTC−4  | Miguel Merentiel 21′ Rodrigo Battaglia 27′ | (2 – 1) Rapport | 45+3′ (str.) Ángel Di María 84′ Nicolás Otamendi | Miami Gardens Publik: 55 574 Domare: César Arturo Ramos (Mexiko) | Miami Gardens Publik: 55 574 Domare: César Arturo Ramos (Mexiko) |
| 18:00 UTC−4 | 18:00 UTC−4  |                                            |                 |                                                  | Miami Gardens Publik: 55 574 Domare: César Arturo Ramos (Mexiko) | Miami Gardens Publik: 55 574 Domare: César Arturo Ramos (Mexiko) |
| 18:00 UTC−4 | 18:00 UTC−4  |                                            |                 |                                                  | Miami Gardens Publik: 55 574 Domare: César Arturo Ramos (Mexiko) | Miami Gardens Publik: 55 574 Domare: César Arturo Ramos (Mexiko) |

| 21          | 20 juni 2025 | Benfica | 6 – 0           | Auckland City | Inter&Co Stadium                                    |                                                     |
| 12:00 UTC−4 | 12:00 UTC−4  | Ángel Di María 45+8′ (str.), 90+8′ (str.) Vangelis Pavlidis 53′ Renato Sanches 63′ Leandro Barreiro 76′, 78′ | (1 – 0) Rapport |               | Orlando Publik: 6 730 Domare: Salman Falahi (Qatar) | Orlando Publik: 6 730 Domare: Salman Falahi (Qatar) |
| 12:00 UTC−4 | 12:00 UTC−4  | |                 |               | Orlando Publik: 6 730 Domare: Salman Falahi (Qatar) | Orlando Publik: 6 730 Domare: Salman Falahi (Qatar) |
| 12:00 UTC−4 | 12:00 UTC−4  | |                 |               | Orlando Publik: 6 730 Domare: Salman Falahi (Qatar) | Orlando Publik: 6 730 Domare: Salman Falahi (Qatar) |

| 24          | 20 juni 2025 | Bayern München                   | 2 – 1           | Boca Juniors         | Hard Rock Stadium                                                 |                                                                   |
| 21:00 UTC−4 | 21:00 UTC−4  | Harry Kane 18′ Michael Olise 84′ | (1 – 0) Rapport | 66′ Miguel Merentiel | Miami Gardens Publik: 63 587 Domare: Alireza Faghani (Australien) | Miami Gardens Publik: 63 587 Domare: Alireza Faghani (Australien) |
| 21:00 UTC−4 | 21:00 UTC−4  |                                  |                 |                      | Miami Gardens Publik: 63 587 Domare: Alireza Faghani (Australien) | Miami Gardens Publik: 63 587 Domare: Alireza Faghani (Australien) |
| 21:00 UTC−4 | 21:00 UTC−4  |                                  |                 |                      | Miami Gardens Publik: 63 587 Domare: Alireza Faghani (Australien) | Miami Gardens Publik: 63 587 Domare: Alireza Faghani (Australien) |

| 37          | 24 juni 2025 | Auckland City      | 1 – 1           | Boca Juniors             | Geodis Park                                             |                                                         |
| 14:00 UTC−5 | 14:00 UTC−5  | Christian Gray 52′ | (0 – 1) Rapport | 26′ (sjm.) Nathan Garrow | Nashville Publik: 16 899 Domare: Glenn Nyberg (Sverige) | Nashville Publik: 16 899 Domare: Glenn Nyberg (Sverige) |
| 14:00 UTC−5 | 14:00 UTC−5  |                    |                 |                          | Nashville Publik: 16 899 Domare: Glenn Nyberg (Sverige) | Nashville Publik: 16 899 Domare: Glenn Nyberg (Sverige) |
| 14:00 UTC−5 | 14:00 UTC−5  |                    |                 |                          | Nashville Publik: 16 899 Domare: Glenn Nyberg (Sverige) | Nashville Publik: 16 899 Domare: Glenn Nyberg (Sverige) |

| 38          | 24 juni 2025 | Porto                   | 1 – 0           | Bayern München | Bank of America Stadium                                        |                                                                |
| 15:00 UTC−4 | 15:00 UTC−4  | Andreas Schjelderup 13′ | (1 – 0) Rapport |                | Charlotte Publik: 33 287 Domare: François Letexier (Frankrike) | Charlotte Publik: 33 287 Domare: François Letexier (Frankrike) |
| 15:00 UTC−4 | 15:00 UTC−4  |                         |                 |                | Charlotte Publik: 33 287 Domare: François Letexier (Frankrike) | Charlotte Publik: 33 287 Domare: François Letexier (Frankrike) |
| 15:00 UTC−4 | 15:00 UTC−4  |                         |                 |                | Charlotte Publik: 33 287 Domare: François Letexier (Frankrike) | Charlotte Publik: 33 287 Domare: François Letexier (Frankrike) |

### Grupp D
| Nr | Lag         | S | V | O | F | GM | IM | MS | P |
| -- | ----------- | - | - | - | - | -- | -- | -- | - |
| 1  | Flamengo    | 3 | 2 | 1 | 0 | 6  | 2  | +4 | 7 |
| 2  | Chelsea     | 3 | 2 | 0 | 1 | 6  | 3  | +3 | 6 |
| 3  | Espérance   | 3 | 1 | 0 | 2 | 1  | 5  | −4 | 3 |
| 4  | Los Angeles | 3 | 0 | 1 | 2 | 1  | 4  | −3 | 1 |

| 6           | 16 juni 2025 | Chelsea                           | 2 – 0           | Los Angeles | Mercedes-Benz Stadium                                       |                                                             |
| 15:00 UTC−4 | 15:00 UTC−4  | Pedro Neto 34′ Enzo Fernández 79′ | (1 – 0) Rapport |             | Atlanta Publik: 22 137 Domare: Jesús Valenzuela (Venezuela) | Atlanta Publik: 22 137 Domare: Jesús Valenzuela (Venezuela) |
| 15:00 UTC−4 | 15:00 UTC−4  |                                   |                 |             | Atlanta Publik: 22 137 Domare: Jesús Valenzuela (Venezuela) | Atlanta Publik: 22 137 Domare: Jesús Valenzuela (Venezuela) |
| 15:00 UTC−4 | 15:00 UTC−4  |                                   |                 |             | Atlanta Publik: 22 137 Domare: Jesús Valenzuela (Venezuela) | Atlanta Publik: 22 137 Domare: Jesús Valenzuela (Venezuela) |

| 8           | 16 juni 2025 | Flamengo                                   | 2 – 0           | Espérance | Lincoln Financial Field                                            |                                                                    |
| 21:00 UTC−4 | 21:00 UTC−4  | Giorgian de Arrascaeta 17′ Luiz Araújo 70′ | (1 – 0) Rapport |           | Philadelphia Publik: 25 797 Domare: Danny Makkelie (Nederländerna) | Philadelphia Publik: 25 797 Domare: Danny Makkelie (Nederländerna) |
| 21:00 UTC−4 | 21:00 UTC−4  |                                            |                 |           | Philadelphia Publik: 25 797 Domare: Danny Makkelie (Nederländerna) | Philadelphia Publik: 25 797 Domare: Danny Makkelie (Nederländerna) |
| 21:00 UTC−4 | 21:00 UTC−4  |                                            |                 |           | Philadelphia Publik: 25 797 Domare: Danny Makkelie (Nederländerna) | Philadelphia Publik: 25 797 Domare: Danny Makkelie (Nederländerna) |

| 22          | 20 juni 2025 | Flamengo                                                    | 3 – 1           | Chelsea        | Lincoln Financial Field                                       |                                                               |
| 14:00 UTC−4 | 14:00 UTC−4  | Bruno Henrique 62′ Danilo Luiz da Silva 65′ Wallace Yan 83′ | (0 – 1) Rapport | 13′ Pedro Neto | Philadelphia Publik: 54 019 Domare: Iván Barton (El Salvador) | Philadelphia Publik: 54 019 Domare: Iván Barton (El Salvador) |
| 14:00 UTC−4 | 14:00 UTC−4  |                                                             |                 |                | Philadelphia Publik: 54 019 Domare: Iván Barton (El Salvador) | Philadelphia Publik: 54 019 Domare: Iván Barton (El Salvador) |
| 14:00 UTC−4 | 14:00 UTC−4  |                                                             |                 |                | Philadelphia Publik: 54 019 Domare: Iván Barton (El Salvador) | Philadelphia Publik: 54 019 Domare: Iván Barton (El Salvador) |

| 23          | 20 juni 2025 | Los Angeles | 0 – 1           | Espérance          | Geodis Park                                          |                                                      |
| 17:00 UTC−5 | 17:00 UTC−5  |             | (0 – 0) Rapport | 70′ Youcef Belaïli | Nashville Publik: 13 651 Domare: Espen Eskås (Norge) | Nashville Publik: 13 651 Domare: Espen Eskås (Norge) |
| 17:00 UTC−5 | 17:00 UTC−5  |             |                 |                    | Nashville Publik: 13 651 Domare: Espen Eskås (Norge) | Nashville Publik: 13 651 Domare: Espen Eskås (Norge) |
| 17:00 UTC−5 | 17:00 UTC−5  |             |                 |                    | Nashville Publik: 13 651 Domare: Espen Eskås (Norge) | Nashville Publik: 13 651 Domare: Espen Eskås (Norge) |

| 39          | 24 juni 2025 | Los Angeles       | 1 – 1           | Flamengo        | Camping World Stadium                                |                                                      |
| 21:00 UTC−4 | 21:00 UTC−4  | Denis Bouanga 84′ | (0 – 0) Rapport | 86′ Wallace Yan | Orlando Publik: 32 933 Domare: Salman Falahi (Qatar) | Orlando Publik: 32 933 Domare: Salman Falahi (Qatar) |
| 21:00 UTC−4 | 21:00 UTC−4  |                   |                 |                 | Orlando Publik: 32 933 Domare: Salman Falahi (Qatar) | Orlando Publik: 32 933 Domare: Salman Falahi (Qatar) |
| 21:00 UTC−4 | 21:00 UTC−4  |                   |                 |                 | Orlando Publik: 32 933 Domare: Salman Falahi (Qatar) | Orlando Publik: 32 933 Domare: Salman Falahi (Qatar) |

| 40          | 24 juni 2024 | Espérance | 0 – 3           | Chelsea                                                      | Lincoln Financial Field                                           |                                                                   |
| 21:00 UTC−4 | 21:00 UTC−4  |           | (0 – 2) Rapport | 45+3′ Tosin Adarabioyo 45+5′ Liam Delap 90+7′ Tyrique George | Philadelphia Publik: 32 967 Domare: Yael Falcón Pérez (Argentina) | Philadelphia Publik: 32 967 Domare: Yael Falcón Pérez (Argentina) |
| 21:00 UTC−4 | 21:00 UTC−4  |           |                 |                                                              | Philadelphia Publik: 32 967 Domare: Yael Falcón Pérez (Argentina) | Philadelphia Publik: 32 967 Domare: Yael Falcón Pérez (Argentina) |
| 21:00 UTC−4 | 21:00 UTC−4  |           |                 |                                                              | Philadelphia Publik: 32 967 Domare: Yael Falcón Pérez (Argentina) | Philadelphia Publik: 32 967 Domare: Yael Falcón Pérez (Argentina) |

### Grupp E
| Nr | Lag                | S | V | O | F | GM | IM | MS | P |
| -- | ------------------ | - | - | - | - | -- | -- | -- | - |
| 1  | Inter              | 3 | 2 | 1 | 0 | 5  | 2  | +3 | 7 |
| 2  | Monterrey          | 3 | 1 | 2 | 0 | 5  | 1  | +4 | 5 |
| 3  | River Plate        | 3 | 1 | 1 | 1 | 3  | 3  | 0  | 4 |
| 4  | Urawa Red Diamonds | 3 | 0 | 0 | 3 | 2  | 9  | −7 | 0 |

| 10          | 17 juni 2025 | River Plate                                                    | 3 – 1           | Urawa Red Diamonds       | Lumen Field                                            |                                                        |
| 12:00 UTC−7 | 12:00 UTC−7  | Facundo Colidio 12′ Sebastián Driussi 48′ Maximiliano Meza 73′ | (1 – 0) Rapport | 58′ (str.) Yūsuke Matsuo | Seattle Publik: 11 974 Domare: Felix Zwayer (Tyskland) | Seattle Publik: 11 974 Domare: Felix Zwayer (Tyskland) |
| 12:00 UTC−7 | 12:00 UTC−7  |                                                                |                 |                          | Seattle Publik: 11 974 Domare: Felix Zwayer (Tyskland) | Seattle Publik: 11 974 Domare: Felix Zwayer (Tyskland) |
| 12:00 UTC−7 | 12:00 UTC−7  |                                                                |                 |                          | Seattle Publik: 11 974 Domare: Felix Zwayer (Tyskland) | Seattle Publik: 11 974 Domare: Felix Zwayer (Tyskland) |

| 12          | 17 juni 2025 | Monterrey        | 1 – 1           | Inter                | Rose Bowl                                                  |                                                            |
| 18:00 UTC−7 | 18:00 UTC−7  | Sergio Ramos 25′ | (1 – 1) Rapport | 42′ Lautaro Martínez | Pasadena Publik: 40 311 Domare: Wilton Sampaio (Brasilien) | Pasadena Publik: 40 311 Domare: Wilton Sampaio (Brasilien) |
| 18:00 UTC−7 | 18:00 UTC−7  |                  |                 |                      | Pasadena Publik: 40 311 Domare: Wilton Sampaio (Brasilien) | Pasadena Publik: 40 311 Domare: Wilton Sampaio (Brasilien) |
| 18:00 UTC−7 | 18:00 UTC−7  |                  |                 |                      | Pasadena Publik: 40 311 Domare: Wilton Sampaio (Brasilien) | Pasadena Publik: 40 311 Domare: Wilton Sampaio (Brasilien) |

| 26          | 21 juni 2025 | Inter                                       | 2 – 1           | Urawa Red Diamonds | Lumen Field                                               |                                                           |
| 12:00 UTC−7 | 12:00 UTC−7  | Lautaro Martínez 78′ Valentín Carboni 90+2′ | (0 – 1) Rapport | 11′ Ryōma Watanabe | Seattle Publik: 25 090 Domare: Dahane Beida (Mauretanien) | Seattle Publik: 25 090 Domare: Dahane Beida (Mauretanien) |
| 12:00 UTC−7 | 12:00 UTC−7  |                                             |                 |                    | Seattle Publik: 25 090 Domare: Dahane Beida (Mauretanien) | Seattle Publik: 25 090 Domare: Dahane Beida (Mauretanien) |
| 12:00 UTC−7 | 12:00 UTC−7  |                                             |                 |                    | Seattle Publik: 25 090 Domare: Dahane Beida (Mauretanien) | Seattle Publik: 25 090 Domare: Dahane Beida (Mauretanien) |

| 28          | 21 juni 2025 | River Plate | 0 – 0   | Monterrey | Rose Bowl                                                 |                                                           |
| 18:00 UTC−7 | 18:00 UTC−7  |             | Rapport |           | Pasadena Publik: 57 393 Domare: Slavko Vinčić (Slovenien) | Pasadena Publik: 57 393 Domare: Slavko Vinčić (Slovenien) |
| 18:00 UTC−7 | 18:00 UTC−7  |             |         |           | Pasadena Publik: 57 393 Domare: Slavko Vinčić (Slovenien) | Pasadena Publik: 57 393 Domare: Slavko Vinčić (Slovenien) |
| 18:00 UTC−7 | 18:00 UTC−7  |             |         |           | Pasadena Publik: 57 393 Domare: Slavko Vinčić (Slovenien) | Pasadena Publik: 57 393 Domare: Slavko Vinčić (Slovenien) |

| 43          | 25 juni 2025 | Inter                                               | 2 – 0           | River Plate | Lumen Field                                                 |                                                             |
| 18:00 UTC−7 | 18:00 UTC−7  | Francesco Pio Esposito 72′ Alessandro Bastoni 90+3′ | (0 – 0) Rapport |             | Seattle Publik: 45 135 Domare: Ilgiz Tantashev (Uzbekistan) | Seattle Publik: 45 135 Domare: Ilgiz Tantashev (Uzbekistan) |
| 18:00 UTC−7 | 18:00 UTC−7  |                                                     |                 |             | Seattle Publik: 45 135 Domare: Ilgiz Tantashev (Uzbekistan) | Seattle Publik: 45 135 Domare: Ilgiz Tantashev (Uzbekistan) |
| 18:00 UTC−7 | 18:00 UTC−7  |                                                     |                 |             | Seattle Publik: 45 135 Domare: Ilgiz Tantashev (Uzbekistan) | Seattle Publik: 45 135 Domare: Ilgiz Tantashev (Uzbekistan) |

| 44          | 25 juni 2025 | Urawa Red Diamonds | 0 – 4           | Monterrey                                                      | Rose Bowl                                               |                                                         |
| 18:00 UTC−7 | 18:00 UTC−7  |                    | (0 – 2) Rapport | 30′ Nelson Deossa 34′, 90+7′ Germán Berterame 39′ Jesús Corona | Pasadena Publik: 14 312 Domare: Felix Zwayer (Tyskland) | Pasadena Publik: 14 312 Domare: Felix Zwayer (Tyskland) |
| 18:00 UTC−7 | 18:00 UTC−7  |                    |                 |                                                                | Pasadena Publik: 14 312 Domare: Felix Zwayer (Tyskland) | Pasadena Publik: 14 312 Domare: Felix Zwayer (Tyskland) |
| 18:00 UTC−7 | 18:00 UTC−7  |                    |                 |                                                                | Pasadena Publik: 14 312 Domare: Felix Zwayer (Tyskland) | Pasadena Publik: 14 312 Domare: Felix Zwayer (Tyskland) |

### Grupp F
| Nr | Lag               | S | V | O | F | GM | IM | MS | P |
| -- | ----------------- | - | - | - | - | -- | -- | -- | - |
| 1  | Borussia Dortmund | 3 | 2 | 1 | 0 | 5  | 3  | +2 | 7 |
| 2  | Fluminense        | 3 | 1 | 2 | 0 | 4  | 2  | +2 | 5 |
| 3  | Mamelodi Sundowns | 3 | 1 | 1 | 1 | 4  | 4  | 0  | 4 |
| 4  | Ulsan HD          | 3 | 0 | 0 | 3 | 2  | 6  | −4 | 0 |

| 9           | 17 juni 2025 | Fluminense | 0 – 0   | Borussia Dortmund | Metlife Stadium                                                     |                                                                     |
| 12:00 UTC−4 | 12:00 UTC−4  |            | Rapport |                   | East Rutherford Publik: 34 736 Domare: Ilgiz Tantashev (Uzbekistan) | East Rutherford Publik: 34 736 Domare: Ilgiz Tantashev (Uzbekistan) |
| 12:00 UTC−4 | 12:00 UTC−4  |            |         |                   | East Rutherford Publik: 34 736 Domare: Ilgiz Tantashev (Uzbekistan) | East Rutherford Publik: 34 736 Domare: Ilgiz Tantashev (Uzbekistan) |
| 12:00 UTC−4 | 12:00 UTC−4  |            |         |                   | East Rutherford Publik: 34 736 Domare: Ilgiz Tantashev (Uzbekistan) | East Rutherford Publik: 34 736 Domare: Ilgiz Tantashev (Uzbekistan) |

| 11          | 17 juni 2025 | Ulsan HD | 0 – 1           | Mamelodi Sundowns  | Inter&Co Stadium                                         |                                                          |
| 19:05 UTC−4 | 19:05 UTC−4  |          | (0 – 1) Rapport | 36′ Iqraam Rayners | Orlando Publik: 3 412 Domare: Clément Turpin (Frankrike) | Orlando Publik: 3 412 Domare: Clément Turpin (Frankrike) |
| 19:05 UTC−4 | 19:05 UTC−4  |          |                 |                    | Orlando Publik: 3 412 Domare: Clément Turpin (Frankrike) | Orlando Publik: 3 412 Domare: Clément Turpin (Frankrike) |
| 19:05 UTC−4 | 19:05 UTC−4  |          |                 |                    | Orlando Publik: 3 412 Domare: Clément Turpin (Frankrike) | Orlando Publik: 3 412 Domare: Clément Turpin (Frankrike) |

| 25          | 21 juni 2025 | Mamelodi Sundowns                                           | 3 – 4           | Borussia Dortmund                                                                 | TQL Stadium                                                       |                                                                   |
| 12:00 UTC−4 | 12:00 UTC−4  | Lucas Ribeiro Costa 11′ Iqraam Rayners 62′ Lebo Mothiba 90′ | (1 – 3) Rapport | 16′ Felix Nmecha 34′ Serhou Guirassy 45′ Jobe Bellingham 59′ (sjm.) Khuliso Mudau | Cincinnati Publik: 14 006 Domare: Juan Gabriel Benítez (Paraguay) | Cincinnati Publik: 14 006 Domare: Juan Gabriel Benítez (Paraguay) |
| 12:00 UTC−4 | 12:00 UTC−4  |                                                             |                 |                                                                                   | Cincinnati Publik: 14 006 Domare: Juan Gabriel Benítez (Paraguay) | Cincinnati Publik: 14 006 Domare: Juan Gabriel Benítez (Paraguay) |
| 12:00 UTC−4 | 12:00 UTC−4  |                                                             |                 |                                                                                   | Cincinnati Publik: 14 006 Domare: Juan Gabriel Benítez (Paraguay) | Cincinnati Publik: 14 006 Domare: Juan Gabriel Benítez (Paraguay) |

| 27          | 21 juni 2025 | Fluminense                                                  | 4 – 2           | Ulsan HD                           | Metlife Stadium                                                 |                                                                 |
| 18:00 UTC−4 | 18:00 UTC−4  | Jhon Arias 27′ Nonato 66′ Juan Pablo Freytes 83′ Keno 90+2′ | (1 – 2) Rapport | 37′ Lee Jin-hyun 45+3′ Um Won-sang | East Rutherford Publik: 29 321 Domare: Michael Oliver (England) | East Rutherford Publik: 29 321 Domare: Michael Oliver (England) |
| 18:00 UTC−4 | 18:00 UTC−4  |                                                             |                 |                                    | East Rutherford Publik: 29 321 Domare: Michael Oliver (England) | East Rutherford Publik: 29 321 Domare: Michael Oliver (England) |
| 18:00 UTC−4 | 18:00 UTC−4  |                                                             |                 |                                    | East Rutherford Publik: 29 321 Domare: Michael Oliver (England) | East Rutherford Publik: 29 321 Domare: Michael Oliver (England) |

| 41          | 25 juni 2025 | Borussia Dortmund   | 1 – 0           | Ulsan HD | TQL Stadium                                       |                                                   |
| 15:00 UTC−4 | 15:00 UTC−4  | Daniel Svensson 36′ | (1 – 0) Rapport |          | Cincinnati Publik: 8 239 Domare: Tori Penso (USA) | Cincinnati Publik: 8 239 Domare: Tori Penso (USA) |
| 15:00 UTC−4 | 15:00 UTC−4  |                     |                 |          | Cincinnati Publik: 8 239 Domare: Tori Penso (USA) | Cincinnati Publik: 8 239 Domare: Tori Penso (USA) |
| 15:00 UTC−4 | 15:00 UTC−4  |                     |                 |          | Cincinnati Publik: 8 239 Domare: Tori Penso (USA) | Cincinnati Publik: 8 239 Domare: Tori Penso (USA) |

| 42          | 25 juni 2025 | Mamelodi Sundowns | 0 – 0   | Fluminense | Hard Rock Stadium                                             |                                                               |
| 15:00 UTC−4 | 15:00 UTC−4  |                   | Rapport |            | Miami Gardens Publik: 14 312 Domare: Anthony Taylor (England) | Miami Gardens Publik: 14 312 Domare: Anthony Taylor (England) |
| 15:00 UTC−4 | 15:00 UTC−4  |                   |         |            | Miami Gardens Publik: 14 312 Domare: Anthony Taylor (England) | Miami Gardens Publik: 14 312 Domare: Anthony Taylor (England) |
| 15:00 UTC−4 | 15:00 UTC−4  |                   |         |            | Miami Gardens Publik: 14 312 Domare: Anthony Taylor (England) | Miami Gardens Publik: 14 312 Domare: Anthony Taylor (England) |

### Grupp G
| Nr | Lag             | S | V | O | F | GM | IM | MS  | P |
| -- | --------------- | - | - | - | - | -- | -- | --- | - |
| 1  | Manchester City | 3 | 3 | 0 | 0 | 13 | 2  | +11 | 9 |
| 2  | Juventus        | 3 | 2 | 0 | 1 | 11 | 6  | +5  | 6 |
| 3  | Al-Ain          | 3 | 1 | 0 | 2 | 2  | 12 | −10 | 3 |
| 4  | Wydad           | 3 | 0 | 0 | 3 | 2  | 8  | −6  | 0 |

| 13          | 18 juni 2025 | Manchester City               | 2 – 0           | Wydad | Lincoln Financial Field                                      |                                                              |
| 12:00 UTC−4 | 12:00 UTC−4  | Phil Foden 2′ Jérémy Doku 42′ | (2 – 0) Rapport |       | Philadelphia Publik: 37 446 Domare: Ramon Abatti (Brasilien) | Philadelphia Publik: 37 446 Domare: Ramon Abatti (Brasilien) |
| 12:00 UTC−4 | 12:00 UTC−4  |                               |                 |       | Philadelphia Publik: 37 446 Domare: Ramon Abatti (Brasilien) | Philadelphia Publik: 37 446 Domare: Ramon Abatti (Brasilien) |
| 12:00 UTC−4 | 12:00 UTC−4  |                               |                 |       | Philadelphia Publik: 37 446 Domare: Ramon Abatti (Brasilien) | Philadelphia Publik: 37 446 Domare: Ramon Abatti (Brasilien) |

| 16          | 18 juni 2025 | Al-Ain | 0 – 5           | Juventus                                                                   | Audi Field                                         |                                                    |
| 21:00 UTC−4 | 21:00 UTC−4  |        | (0 – 4) Rapport | 11′, 45+4′ Randal Kolo Muani 21′, 58′ Francisco Conceição 31′ Kenan Yıldız | Washington Publik: 18 161 Domare: Tori Penso (USA) | Washington Publik: 18 161 Domare: Tori Penso (USA) |
| 21:00 UTC−4 | 21:00 UTC−4  |        |                 |                                                                            | Washington Publik: 18 161 Domare: Tori Penso (USA) | Washington Publik: 18 161 Domare: Tori Penso (USA) |
| 21:00 UTC−4 | 21:00 UTC−4  |        |                 |                                                                            | Washington Publik: 18 161 Domare: Tori Penso (USA) | Washington Publik: 18 161 Domare: Tori Penso (USA) |

| 29          | 22 juni 2025 | Juventus                                                                          | 4 – 1           | Wydad | Lincoln Financial Field                                      |                                                              |
| 12:00 UTC−4 | 12:00 UTC−4  | Abdelmounaim Boutouil 6′ (sjm.) Kenan Yıldız 16′, 69′ Dušan Vlahović 90+4′ (str.) | (2 – 1) Rapport |       | Philadelphia Publik: 31 975 Domare: Saíd Martínez (Honduras) | Philadelphia Publik: 31 975 Domare: Saíd Martínez (Honduras) |
| 12:00 UTC−4 | 12:00 UTC−4  |                                                                                   |                 |       | Philadelphia Publik: 31 975 Domare: Saíd Martínez (Honduras) | Philadelphia Publik: 31 975 Domare: Saíd Martínez (Honduras) |
| 12:00 UTC−4 | 12:00 UTC−4  |                                                                                   |                 |       | Philadelphia Publik: 31 975 Domare: Saíd Martínez (Honduras) | Philadelphia Publik: 31 975 Domare: Saíd Martínez (Honduras) |

| 32          | 22 juni 2025 | Manchester City                                                                                          | 6 – 0           | Al-Ain | Mercedes-Benz Stadium                                      |                                                            |
| 21:00 UTC−4 | 21:00 UTC−4  | İlkay Gündoğan 8′, 73′ Claudio Echeverri 27′ Erling Haaland 45+5′ (str.) Oscar Bobb 84′ Rayan Cherki 89′ | (3 – 0) Rapport |        | Atlanta Publik: 40 392 Domare: Mustapha Ghorbal (Algeriet) | Atlanta Publik: 40 392 Domare: Mustapha Ghorbal (Algeriet) |
| 21:00 UTC−4 | 21:00 UTC−4  | |                 |        | Atlanta Publik: 40 392 Domare: Mustapha Ghorbal (Algeriet) | Atlanta Publik: 40 392 Domare: Mustapha Ghorbal (Algeriet) |
| 21:00 UTC−4 | 21:00 UTC−4  | |                 |        | Atlanta Publik: 40 392 Domare: Mustapha Ghorbal (Algeriet) | Atlanta Publik: 40 392 Domare: Mustapha Ghorbal (Algeriet) |

| 45          | 26 juni 2025 | Juventus                                | 2 – 5           | Manchester City                                                                       | Camping World Stadium                                     |                                                           |
| 15:00 UTC−4 | 15:00 UTC−4  | Teun Koopmeiners 11′ Dušan Vlahović 84′ | (1 – 2) Rapport | 9′ Jérémy Doku 26′ (sjm.) Pierre Kalulu 52′ Erling Haaland 69′ Phil Foden 75′ Savinho | Orlando Publik: 54 320 Domare: Clément Turpin (Frankrike) | Orlando Publik: 54 320 Domare: Clément Turpin (Frankrike) |
| 15:00 UTC−4 | 15:00 UTC−4  |                                         |                 |                                                                                       | Orlando Publik: 54 320 Domare: Clément Turpin (Frankrike) | Orlando Publik: 54 320 Domare: Clément Turpin (Frankrike) |
| 15:00 UTC−4 | 15:00 UTC−4  |                                         |                 |                                                                                       | Orlando Publik: 54 320 Domare: Clément Turpin (Frankrike) | Orlando Publik: 54 320 Domare: Clément Turpin (Frankrike) |

| 46          | 26 juni 2025 | Wydad              | 1 – 2           | Al-Ain                                  | Audi Field                                              |                                                         |
| 15:00 UTC−4 | 15:00 UTC−4  | Cassius Mailula 4′ | (1 – 1) Rapport | 45+1′ (str.) Kodjo Fo-Doh Laba 50′ Kaku | Washington Publik: 10 785 Domare: Drew Fischer (Kanada) | Washington Publik: 10 785 Domare: Drew Fischer (Kanada) |
| 15:00 UTC−4 | 15:00 UTC−4  |                    |                 |                                         | Washington Publik: 10 785 Domare: Drew Fischer (Kanada) | Washington Publik: 10 785 Domare: Drew Fischer (Kanada) |
| 15:00 UTC−4 | 15:00 UTC−4  |                    |                 |                                         | Washington Publik: 10 785 Domare: Drew Fischer (Kanada) | Washington Publik: 10 785 Domare: Drew Fischer (Kanada) |

### Grupp H
| Nr | Lag               | S | V | O | F | GM | IM | MS | P |
| -- | ----------------- | - | - | - | - | -- | -- | -- | - |
| 1  | Real Madrid       | 3 | 2 | 1 | 0 | 7  | 2  | +5 | 7 |
| 2  | Al-Hilal          | 3 | 1 | 2 | 0 | 3  | 1  | +2 | 5 |
| 3  | Red Bull Salzburg | 3 | 1 | 1 | 1 | 2  | 4  | −2 | 4 |
| 4  | Pachuca           | 3 | 0 | 0 | 3 | 2  | 7  | −5 | 0 |

| 14          | 18 juni 2025 | Real Madrid        | 1 – 1           | Al-Hilal               | Hard Rock Stadium                                              |                                                                |
| 15:00 UTC−4 | 15:00 UTC−4  | Gonzalo García 34′ | (1 – 1) Rapport | 41′ (str.) Rúben Neves | Miami Gardens Publik: 62 415 Domare: Facundo Tello (Argentina) | Miami Gardens Publik: 62 415 Domare: Facundo Tello (Argentina) |
| 15:00 UTC−4 | 15:00 UTC−4  |                    |                 |                        | Miami Gardens Publik: 62 415 Domare: Facundo Tello (Argentina) | Miami Gardens Publik: 62 415 Domare: Facundo Tello (Argentina) |
| 15:00 UTC−4 | 15:00 UTC−4  |                    |                 |                        | Miami Gardens Publik: 62 415 Domare: Facundo Tello (Argentina) | Miami Gardens Publik: 62 415 Domare: Facundo Tello (Argentina) |

| 15          | 18 juni 2025 | Pachuca            | 1 – 2           | Red Bull Salzburg                  | TQL Stadium                                                  |                                                              |
| 18:00 UTC−4 | 18:00 UTC−4  | Bryan González 56′ | (0 – 0) Rapport | 42′ Oscar Gloukh 76′ Karim Onisiwo | Cincinnati Publik: 5 282 Domare: Mustapha Ghorbal (Algeriet) | Cincinnati Publik: 5 282 Domare: Mustapha Ghorbal (Algeriet) |
| 18:00 UTC−4 | 18:00 UTC−4  |                    |                 |                                    | Cincinnati Publik: 5 282 Domare: Mustapha Ghorbal (Algeriet) | Cincinnati Publik: 5 282 Domare: Mustapha Ghorbal (Algeriet) |
| 18:00 UTC−4 | 18:00 UTC−4  |                    |                 |                                    | Cincinnati Publik: 5 282 Domare: Mustapha Ghorbal (Algeriet) | Cincinnati Publik: 5 282 Domare: Mustapha Ghorbal (Algeriet) |

| 30          | 22 juni 2025 | Real Madrid                                              | 3 – 1           | Pachuca           | Bank of America Stadium                                   |                                                           |
| 15:00 UTC−4 | 15:00 UTC−4  | Jude Bellingham 35′ Arda Güler 43′ Federico Valverde 70′ | (2 – 0) Rapport | 80′ Elías Montiel | Charlotte Publik: 70 248 Domare: Ramon Abatti (Brasilien) | Charlotte Publik: 70 248 Domare: Ramon Abatti (Brasilien) |
| 15:00 UTC−4 | 15:00 UTC−4  |                                                          |                 |                   | Charlotte Publik: 70 248 Domare: Ramon Abatti (Brasilien) | Charlotte Publik: 70 248 Domare: Ramon Abatti (Brasilien) |
| 15:00 UTC−4 | 15:00 UTC−4  |                                                          |                 |                   | Charlotte Publik: 70 248 Domare: Ramon Abatti (Brasilien) | Charlotte Publik: 70 248 Domare: Ramon Abatti (Brasilien) |

| 31          | 22 juni 2025 | Red Bull Salzburg | 0 – 0   | Al-Hilal | Audi Field                                                   |                                                              |
| 18:00 UTC−4 | 18:00 UTC−4  |                   | Rapport |          | Washington Publik: 16 167 Domare: Wilton Sampaio (Brasilien) | Washington Publik: 16 167 Domare: Wilton Sampaio (Brasilien) |
| 18:00 UTC−4 | 18:00 UTC−4  |                   |         |          | Washington Publik: 16 167 Domare: Wilton Sampaio (Brasilien) | Washington Publik: 16 167 Domare: Wilton Sampaio (Brasilien) |
| 18:00 UTC−4 | 18:00 UTC−4  |                   |         |          | Washington Publik: 16 167 Domare: Wilton Sampaio (Brasilien) | Washington Publik: 16 167 Domare: Wilton Sampaio (Brasilien) |

| 47          | 26 juni 2025 | Al-Hilal                                   | 2 – 0           | Pachuca | Geodis Park                                                     |                                                                 |
| 20:00 UTC−5 | 20:00 UTC−5  | Salem Al-Dawsari 22′ Marcos Leonardo 90+5′ | (1 – 0) Rapport |         | Nashville Publik: 14 147 Domare: Danny Makkelie (Nederländerna) | Nashville Publik: 14 147 Domare: Danny Makkelie (Nederländerna) |
| 20:00 UTC−5 | 20:00 UTC−5  |                                            |                 |         | Nashville Publik: 14 147 Domare: Danny Makkelie (Nederländerna) | Nashville Publik: 14 147 Domare: Danny Makkelie (Nederländerna) |
| 20:00 UTC−5 | 20:00 UTC−5  |                                            |                 |         | Nashville Publik: 14 147 Domare: Danny Makkelie (Nederländerna) | Nashville Publik: 14 147 Domare: Danny Makkelie (Nederländerna) |

| 48          | 26 juni 2025 | Red Bull Salzburg | 0 – 3           | Real Madrid                                                    | Lincoln Financial Field                                        |                                                                |
| 21:00 UTC−4 | 21:00 UTC−4  |                   | (0 – 2) Rapport | 40′ Vinícius Júnior 45+3′ Federico Valverde 84′ Gonzalo García | Philadelphia Publik: 64 811 Domare: Dahane Beida (Mauretanien) | Philadelphia Publik: 64 811 Domare: Dahane Beida (Mauretanien) |
| 21:00 UTC−4 | 21:00 UTC−4  |                   |                 |                                                                | Philadelphia Publik: 64 811 Domare: Dahane Beida (Mauretanien) | Philadelphia Publik: 64 811 Domare: Dahane Beida (Mauretanien) |
| 21:00 UTC−4 | 21:00 UTC−4  |                   |                 |                                                                | Philadelphia Publik: 64 811 Domare: Dahane Beida (Mauretanien) | Philadelphia Publik: 64 811 Domare: Dahane Beida (Mauretanien) |

## Slutspel

### Slutspelsträd
|  | Åttondelsfinaler    | Åttondelsfinaler    |                     |   | Kvartsfinaler | Kvartsfinaler |  |  | Semifinaler | Semifinaler |  |  | Final | Final |
|  |                     |                     |                     |   |               |               |  |  |             |             |  |  |       |       |
|  | 30 juni             |                     |                     |   |               |               |  |  |             |             |  |  |       |       |
|  |                     |                     |                     |   |               |               |  |  |             |             |  |  |       |       |
|  | Inter               | 0                   |                     |   |               |               |  |  |             |             |  |  |       |       |
|  | Inter               | 0                   | 4 juli              |   |               |               |  |  |             |             |  |  |       |       |
|  | Fluminense          | 2                   |                     |   |               |               |  |  |             |             |  |  |       |       |
|  | Fluminense          | 2                   | Fluminense          | 2 |               |               |  |  |             |             |  |  |       |       |
|  | 30 juni             |                     | Fluminense          | 2 |               |               |  |  |             |             |  |  |       |       |
|  |                     | Al-Hilal            | 1                   |   |               |               |  |  |             |             |  |  |       |       |
|  | Manchester City     | Al-Hilal            | 1                   | 3 |               |               |  |  |             |             |  |  |       |       |
|  | Manchester City     |                     | 8 juli              | 3 |               |               |  |  |             |             |  |  |       |       |
|  | Al-Hilal (e.f.)     | 4                   |                     |   |               |               |  |  |             |             |  |  |       |       |
|  | Al-Hilal (e.f.)     | 4                   | Fluminense          | 0 |               |               |  |  |             |             |  |  |       |       |
|  | 28 juni             |                     | Fluminense          | 0 |               |               |  |  |             |             |  |  |       |       |
|  |                     | Chelsea             | 2                   |   |               |               |  |  |             |             |  |  |       |       |
|  | Palmeiras (e.f.)    | Chelsea             | 2                   | 1 |               |               |  |  |             |             |  |  |       |       |
|  | Palmeiras (e.f.)    | 4 juli              |                     | 1 |               |               |  |  |             |             |  |  |       |       |
|  | Botafogo            | 0                   |                     |   |               |               |  |  |             |             |  |  |       |       |
|  | Botafogo            | 0                   | Palmeiras           | 1 |               |               |  |  |             |             |  |  |       |       |
|  | 28 juni             |                     | Palmeiras           | 1 |               |               |  |  |             |             |  |  |       |       |
|  |                     | Chelsea             | 2                   |   |               |               |  |  |             |             |  |  |       |       |
|  | Benfica             | Chelsea             | 2                   | 1 |               |               |  |  |             |             |  |  |       |       |
|  | Benfica             |                     | 13 juli             | 1 |               |               |  |  |             |             |  |  |       |       |
|  | Chelsea (e.f.)      | 4                   |                     |   |               |               |  |  |             |             |  |  |       |       |
|  | Chelsea (e.f.)      | 4                   | Chelsea             | 3 |               |               |  |  |             |             |  |  |       |       |
|  | 29 juni             |                     | Chelsea             | 3 |               |               |  |  |             |             |  |  |       |       |
|  |                     | Paris Saint-Germain | 0                   |   |               |               |  |  |             |             |  |  |       |       |
|  | Paris Saint-Germain | Paris Saint-Germain | 0                   | 4 |               |               |  |  |             |             |  |  |       |       |
|  | Paris Saint-Germain | 5 juli              |                     | 4 |               |               |  |  |             |             |  |  |       |       |
|  | Inter Miami         | 0                   |                     |   |               |               |  |  |             |             |  |  |       |       |
|  | Inter Miami         | 0                   | Paris Saint-Germain | 2 |               |               |  |  |             |             |  |  |       |       |
|  | 29 juni             |                     | Paris Saint-Germain | 2 |               |               |  |  |             |             |  |  |       |       |
|  |                     | Bayern München      | 0                   |   |               |               |  |  |             |             |  |  |       |       |
|  | Flamengo            | Bayern München      | 0                   | 2 |               |               |  |  |             |             |  |  |       |       |
|  | Flamengo            |                     | 9 juli              | 2 |               |               |  |  |             |             |  |  |       |       |
|  | Bayern München      | 4                   |                     |   |               |               |  |  |             |             |  |  |       |       |
|  | Bayern München      | 4                   | Paris Saint-Germain | 4 |               |               |  |  |             |             |  |  |       |       |
|  | 1 juli              |                     | Paris Saint-Germain | 4 |               |               |  |  |             |             |  |  |       |       |
|  |                     | Real Madrid         | 0                   |   |               |               |  |  |             |             |  |  |       |       |
|  | Real Madrid         | Real Madrid         | 0                   | 1 |               |               |  |  |             |             |  |  |       |       |
|  | Real Madrid         | 5 juli              |                     | 1 |               |               |  |  |             |             |  |  |       |       |
|  | Juventus            | 0                   |                     |   |               |               |  |  |             |             |  |  |       |       |
|  | Juventus            | 0                   | Real Madrid         | 3 |               |               |  |  |             |             |  |  |       |       |
|  | 1 juli              |                     | Real Madrid         | 3 |               |               |  |  |             |             |  |  |       |       |
|  |                     | Borussia Dortmund   | 2                   |   |               |               |  |  |             |             |  |  |       |       |
|  | Borussia Dortmund   | Borussia Dortmund   | 2                   | 2 |               |               |  |  |             |             |  |  |       |       |
|  | Borussia Dortmund   |                     |                     | 2 |               |               |  |  |             |             |  |  |       |       |
|  | Monterrey           | 1                   |                     |   |               |               |  |  |             |             |  |  |       |       |
|  | Monterrey           | 1                   |                     |   |               |               |  |  |             |             |  |  |       |       |

### Åttondelsfinaler
| 49          | 28 juni 2025 | Palmeiras     | 0000 1 – 0 (e.fl.) | Botafogo | Lincoln Financial Field                                           |                                                                   |
| 12:00 UTC−4 | 12:00 UTC−4  | Paulinho 100′ | (0 – 0) Rapport    |          | Philadelphia Publik: 33 657 Domare: François Letexier (Frankrike) | Philadelphia Publik: 33 657 Domare: François Letexier (Frankrike) |
| 12:00 UTC−4 | 12:00 UTC−4  |               |                    |          | Philadelphia Publik: 33 657 Domare: François Letexier (Frankrike) | Philadelphia Publik: 33 657 Domare: François Letexier (Frankrike) |
| 12:00 UTC−4 | 12:00 UTC−4  |               |                    |          | Philadelphia Publik: 33 657 Domare: François Letexier (Frankrike) | Philadelphia Publik: 33 657 Domare: François Letexier (Frankrike) |

| 50          | 28 juni 2025 | Benfica                     | 0000 1 – 4 (e.fl.) | Chelsea                                                                            | Bank of America Stadium                                    |                                                            |
| 16:00 UTC−4 | 16:00 UTC−4  | Ángel Di María 90+5′ (str.) | (0 – 0) Rapport    | 64′ Reece James 108′ Christopher Nkunku 114′ Pedro Neto 117′ Kiernan Dewsbury-Hall | Charlotte Publik: 25 929 Domare: Slavko Vinčić (Slovenien) | Charlotte Publik: 25 929 Domare: Slavko Vinčić (Slovenien) |
| 16:00 UTC−4 | 16:00 UTC−4  |                             |                    |                                                                                    | Charlotte Publik: 25 929 Domare: Slavko Vinčić (Slovenien) | Charlotte Publik: 25 929 Domare: Slavko Vinčić (Slovenien) |
| 16:00 UTC−4 | 16:00 UTC−4  |                             |                    |                                                                                    | Charlotte Publik: 25 929 Domare: Slavko Vinčić (Slovenien) | Charlotte Publik: 25 929 Domare: Slavko Vinčić (Slovenien) |

| 51          | 29 juni 2025 | Paris Saint-Germain                                            | 4 – 0           | Inter Miami | Mercedes-Benz Stadium                                     |                                                           |
| 12:00 UTC−4 | 12:00 UTC−4  | João Neves 6′, 39′ Tomás Avilés 44′ (sjm.) Achraf Hakimi 45+3′ | (4 – 0) Rapport |             | Atlanta Publik: 65 574 Domare: Wilton Sampaio (Brasilien) | Atlanta Publik: 65 574 Domare: Wilton Sampaio (Brasilien) |
| 12:00 UTC−4 | 12:00 UTC−4  |                                                                |                 |             | Atlanta Publik: 65 574 Domare: Wilton Sampaio (Brasilien) | Atlanta Publik: 65 574 Domare: Wilton Sampaio (Brasilien) |
| 12:00 UTC−4 | 12:00 UTC−4  |                                                                |                 |             | Atlanta Publik: 65 574 Domare: Wilton Sampaio (Brasilien) | Atlanta Publik: 65 574 Domare: Wilton Sampaio (Brasilien) |

| 52          | 29 juni 2025 | Flamengo                       | 2 – 4           | Bayern München                                              | Hard Rock Stadium                                             |                                                               |
| 16:00 UTC−4 | 16:00 UTC−4  | Gerson 33′ Jorginho 55′ (str.) | (1 – 3) Rapport | 6′ (sjm.) Erick Pulgar 9′, 73′ Harry Kane 41′ Leon Goretzka | Miami Gardens Publik: 60 914 Domare: Michael Oliver (England) | Miami Gardens Publik: 60 914 Domare: Michael Oliver (England) |
| 16:00 UTC−4 | 16:00 UTC−4  |                                |                 |                                                             | Miami Gardens Publik: 60 914 Domare: Michael Oliver (England) | Miami Gardens Publik: 60 914 Domare: Michael Oliver (England) |
| 16:00 UTC−4 | 16:00 UTC−4  |                                |                 |                                                             | Miami Gardens Publik: 60 914 Domare: Michael Oliver (England) | Miami Gardens Publik: 60 914 Domare: Michael Oliver (England) |

| 53          | 30 juni 2025 | Inter | 0 – 2           | Fluminense                    | Bank of America Stadium                                    |                                                            |
| 15:00 UTC−4 | 15:00 UTC−4  |       | (0 – 1) Rapport | 3′ Germán Cano 90+3′ Hércules | Charlotte Publik: 20 030 Domare: Iván Barton (El Salvador) | Charlotte Publik: 20 030 Domare: Iván Barton (El Salvador) |
| 15:00 UTC−4 | 15:00 UTC−4  |       |                 |                               | Charlotte Publik: 20 030 Domare: Iván Barton (El Salvador) | Charlotte Publik: 20 030 Domare: Iván Barton (El Salvador) |
| 15:00 UTC−4 | 15:00 UTC−4  |       |                 |                               | Charlotte Publik: 20 030 Domare: Iván Barton (El Salvador) | Charlotte Publik: 20 030 Domare: Iván Barton (El Salvador) |

| 54          | 30 juni 2025 | Manchester City                                      | 0000 3 – 4 (e.fl.) | Al-Hilal                                                   | Camping World Stadium                                       |                                                             |
| 21:00 UTC−4 | 21:00 UTC−4  | Bernardo Silva 9′ Erling Haaland 55′ Phil Foden 104′ | (1 – 0) Rapport    | 46′, 112′ Marcos Leonardo 52′ Malcom 94′ Kalidou Koulibaly | Orlando Publik: 42 311 Domare: Jesús Valenzuela (Venezuela) | Orlando Publik: 42 311 Domare: Jesús Valenzuela (Venezuela) |
| 21:00 UTC−4 | 21:00 UTC−4  |                                                      |                    |                                                            | Orlando Publik: 42 311 Domare: Jesús Valenzuela (Venezuela) | Orlando Publik: 42 311 Domare: Jesús Valenzuela (Venezuela) |
| 21:00 UTC−4 | 21:00 UTC−4  |                                                      |                    |                                                            | Orlando Publik: 42 311 Domare: Jesús Valenzuela (Venezuela) | Orlando Publik: 42 311 Domare: Jesús Valenzuela (Venezuela) |

| 55          | 1 juli 2025 | Real Madrid        | 1 – 0           | Juventus | Hard Rock Stadium                                             |                                                               |
| 15:00 UTC−4 | 15:00 UTC−4 | Gonzalo García 54′ | (0 – 0) Rapport |          | Miami Gardens Publik: 62 149 Domare: Szymon Marciniak (Polen) | Miami Gardens Publik: 62 149 Domare: Szymon Marciniak (Polen) |
| 15:00 UTC−4 | 15:00 UTC−4 |                    |                 |          | Miami Gardens Publik: 62 149 Domare: Szymon Marciniak (Polen) | Miami Gardens Publik: 62 149 Domare: Szymon Marciniak (Polen) |
| 15:00 UTC−4 | 15:00 UTC−4 |                    |                 |          | Miami Gardens Publik: 62 149 Domare: Szymon Marciniak (Polen) | Miami Gardens Publik: 62 149 Domare: Szymon Marciniak (Polen) |

| 56          | 1 juli 2025 | Borussia Dortmund        | 2 – 1           | Monterrey            | Mercedes-Benz Stadium                                    |                                                          |
| 21:00 UTC−4 | 21:00 UTC−4 | Serhou Guirassy 14′, 24′ | (2 – 0) Rapport | 48′ Germán Berterame | Atlanta Publik: 31 442 Domare: Facundo Tello (Argentina) | Atlanta Publik: 31 442 Domare: Facundo Tello (Argentina) |
| 21:00 UTC−4 | 21:00 UTC−4 |                          |                 |                      | Atlanta Publik: 31 442 Domare: Facundo Tello (Argentina) | Atlanta Publik: 31 442 Domare: Facundo Tello (Argentina) |
| 21:00 UTC−4 | 21:00 UTC−4 |                          |                 |                      | Atlanta Publik: 31 442 Domare: Facundo Tello (Argentina) | Atlanta Publik: 31 442 Domare: Facundo Tello (Argentina) |

### Kvartsfinaler
| 57          | 4 juli 2025 | Fluminense                          | 2 – 1           | Al-Hilal            | Camping World Stadium                                         |                                                               |
| 15:00 UTC−4 | 15:00 UTC−4 | Matheus Martinelli 40′ Hércules 70′ | (1 – 0) Rapport | 51′ Marcos Leonardo | Orlando Publik: 43 091 Domare: Danny Makkelie (Nederländerna) | Orlando Publik: 43 091 Domare: Danny Makkelie (Nederländerna) |
| 15:00 UTC−4 | 15:00 UTC−4 |                                     |                 |                     | Orlando Publik: 43 091 Domare: Danny Makkelie (Nederländerna) | Orlando Publik: 43 091 Domare: Danny Makkelie (Nederländerna) |
| 15:00 UTC−4 | 15:00 UTC−4 |                                     |                 |                     | Orlando Publik: 43 091 Domare: Danny Makkelie (Nederländerna) | Orlando Publik: 43 091 Domare: Danny Makkelie (Nederländerna) |

| 58          | 4 juli 2025 | Palmeiras           | 1 – 2           | Chelsea                             | Lincoln Financial Field                                          |                                                                  |
| 21:00 UTC−4 | 21:00 UTC−4 | Estêvão Willian 53′ | (0 – 1) Rapport | 16′ Cole Palmer 83′ (sjm.) Weverton | Philadelphia Publik: 65 782 Domare: Alireza Faghani (Australien) | Philadelphia Publik: 65 782 Domare: Alireza Faghani (Australien) |
| 21:00 UTC−4 | 21:00 UTC−4 |                     |                 |                                     | Philadelphia Publik: 65 782 Domare: Alireza Faghani (Australien) | Philadelphia Publik: 65 782 Domare: Alireza Faghani (Australien) |
| 21:00 UTC−4 | 21:00 UTC−4 |                     |                 |                                     | Philadelphia Publik: 65 782 Domare: Alireza Faghani (Australien) | Philadelphia Publik: 65 782 Domare: Alireza Faghani (Australien) |

| 59          | 5 juli 2025 | Paris Saint-Germain                   | 2 – 0           | Bayern München | Mercedes-Benz Stadium                                   |                                                         |
| 12:00 UTC−4 | 12:00 UTC−4 | Désiré Doué 78′ Ousmane Dembélé 90+6′ | (0 – 0) Rapport |                | Atlanta Publik: 66 937 Domare: Anthony Taylor (England) | Atlanta Publik: 66 937 Domare: Anthony Taylor (England) |
| 12:00 UTC−4 | 12:00 UTC−4 |                                       |                 |                | Atlanta Publik: 66 937 Domare: Anthony Taylor (England) | Atlanta Publik: 66 937 Domare: Anthony Taylor (England) |
| 12:00 UTC−4 | 12:00 UTC−4 |                                       |                 |                | Atlanta Publik: 66 937 Domare: Anthony Taylor (England) | Atlanta Publik: 66 937 Domare: Anthony Taylor (England) |

| 60          | 5 juli 2025 | Real Madrid                                            | 3 – 2           | Borussia Dortmund                                   | Metlife Stadium                                                 |                                                                 |
| 16:00 UTC−4 | 16:00 UTC−4 | Gonzalo García 10′ Fran García 20′ Kylian Mbappé 90+4′ | (2 – 0) Rapport | 90+3′ Maximilian Beier 90+8′ (str.) Serhou Guirassy | East Rutherford Publik: 76 611 Domare: Ramon Abatti (Brasilien) | East Rutherford Publik: 76 611 Domare: Ramon Abatti (Brasilien) |
| 16:00 UTC−4 | 16:00 UTC−4 |                                                        |                 |                                                     | East Rutherford Publik: 76 611 Domare: Ramon Abatti (Brasilien) | East Rutherford Publik: 76 611 Domare: Ramon Abatti (Brasilien) |
| 16:00 UTC−4 | 16:00 UTC−4 |                                                        |                 |                                                     | East Rutherford Publik: 76 611 Domare: Ramon Abatti (Brasilien) | East Rutherford Publik: 76 611 Domare: Ramon Abatti (Brasilien) |

### Semifinaler
| 61          | 8 juli 2025 | Fluminense | 0 – 2           | Chelsea             | Metlife Stadium                                                      |                                                                      |
| 15:00 UTC−4 | 15:00 UTC−4 |            | (0 – 1) Rapport | 18′, 56′ João Pedro | East Rutherford Publik: 70 556 Domare: François Letexier (Frankrike) | East Rutherford Publik: 70 556 Domare: François Letexier (Frankrike) |
| 15:00 UTC−4 | 15:00 UTC−4 |            |                 |                     | East Rutherford Publik: 70 556 Domare: François Letexier (Frankrike) | East Rutherford Publik: 70 556 Domare: François Letexier (Frankrike) |
| 15:00 UTC−4 | 15:00 UTC−4 |            |                 |                     | East Rutherford Publik: 70 556 Domare: François Letexier (Frankrike) | East Rutherford Publik: 70 556 Domare: François Letexier (Frankrike) |

| 62          | 9 juli 2025 | Paris Saint-Germain                                      | 4 – 0           | Real Madrid | Metlife Stadium                                                 |                                                                 |
| 15:00 UTC−4 | 15:00 UTC−4 | Fabián Ruiz 6′, 24′ Ousmane Dembélé 9′ Gonçalo Ramos 87′ | (3 – 0) Rapport |             | East Rutherford Publik: 77 542 Domare: Szymon Marciniak (Polen) | East Rutherford Publik: 77 542 Domare: Szymon Marciniak (Polen) |
| 15:00 UTC−4 | 15:00 UTC−4 |                                                          |                 |             | East Rutherford Publik: 77 542 Domare: Szymon Marciniak (Polen) | East Rutherford Publik: 77 542 Domare: Szymon Marciniak (Polen) |
| 15:00 UTC−4 | 15:00 UTC−4 |                                                          |                 |             | East Rutherford Publik: 77 542 Domare: Szymon Marciniak (Polen) | East Rutherford Publik: 77 542 Domare: Szymon Marciniak (Polen) |

### Final
| 63          | 13 juli 2025 | Chelsea                             | 3 – 0           | Paris Saint-Germain | Metlife Stadium                                                     |                                                                     |
| 15:00 UTC−4 | 15:00 UTC−4  | Cole Palmer 22′, 30′ João Pedro 43′ | (3 – 0) Rapport |                     | East Rutherford Publik: 81 118 Domare: Alireza Faghani (Australien) | East Rutherford Publik: 81 118 Domare: Alireza Faghani (Australien) |
| 15:00 UTC−4 | 15:00 UTC−4  |                                     |                 |                     | East Rutherford Publik: 81 118 Domare: Alireza Faghani (Australien) | East Rutherford Publik: 81 118 Domare: Alireza Faghani (Australien) |
| 15:00 UTC−4 | 15:00 UTC−4  |                                     |                 |                     | East Rutherford Publik: 81 118 Domare: Alireza Faghani (Australien) | East Rutherford Publik: 81 118 Domare: Alireza Faghani (Australien) |

## Anmärkningslista
1. ↑  Klockan 13:29 UTC−4, i 63:e matchminuten avbröts matchen mellan Palmeiras och Al-Ahly tillfälligt på grund av "extrem heta" (31°C och 60% luftfuktighet). Matchen återupptogs 14:15 UTC−4.[4]
2. ↑  Matchen mellan Ulsan HD och Mamelodi Sundowns, var ursprungligen planerad till 18:00 UTC−4, sköts fram till 19:05 UTC−4 på grund av stormväder.[34]